# Манкофски, Исидор
Исидор Манкофски (англ. Isidore Mankofsky); р. 22 сентября 1931, Нью-Йорк, США) — американский кинооператор. Начинал как оператор учебных и производственных фильмов. В 1960-е годы снял более 200 учебных фильмов по заказу «Британской энциклопедии». В конце 1960-х был приглашён в игровое кино. В 1970-е годы работал на телевидении, где выпускал до семи фильмов в год.

## Фильмография
- 1978: Лейтенант Коломбо — Как совершить убийство
- 1979: Маппеты
- 1985: Эвоки. Битва за Эндор
- 1985: Уж лучше умереть
- 1986: Одно безумное лето
- 1989: До мозга костей
- 1989: Хроники из жизни Хайди
- 1992: Дамский убийца